# Harold Finch
Harold Finch è un personaggio protagonista della serie televisiva Person of Interest. È interpretato da Michael Emerson.

## Caratteristiche
Finch è un solitario miliardario ingegnere del software che ha creato una macchina in grado di rilevare e prevedere i crimini premeditati, indicando la vittima o il carnefice tramite il numero di previdenza sociale. Recluta John Reese, un ex agente CIA ed ex Forze Speciali USA, per aiutarlo a prevenire questo genere di crimini violenti. Finch lavora in una biblioteca abbandonata, che funge da base operativa del team.
È molto riservato, motivo per il quale i numerosi tentativi da parte di John Reese di scoprire di più sul suo conto hanno avuto scarso successo. Il cane di Reese, Bear, è un pastore belga Malinois con addestramento militare ricevuto da un movimento nazionalista, da cui Reese lo ha salvato; il cane è il suo fedele compagno e protettore. Porta i segni dei danni lasciatigli a collo e schiena da un attentato terroristico: inizialmente deve muoversi su sedia a rotelle, poi stampelle, poi può farne a meno ma zoppica leggermente. Ha problemi di mobilità del collo, infatti quando si gira verso qualcuno tende a ruotare l'intero busto.
Ha nascosto la sua identità dietro quella di impiegato in una sua compagnia di assicurazioni e quella di insegnante. In quest'ultima veste riesce a rendere interessanti anche gli argomenti più noiosi.

## Biografia

### 1969
Viene mostrato un giovanissimo Harold che aiuta il padre a riparare un veicolo. Il padre di Harold inizia a mostrare i primi segni di demenza senile, mentre il ragazzo riesce a smontare il motore dell'automezzo, facendo capire le straordinarie capacità di hacker (nel senso puro del termine) di Harold. Viene inoltre pronunciata una frase che accompagnerà tutta la vita del ragazzo "Se non vogliono che ci si guardi dentro, dovrebbero costruirlo meglio".

### 1971
Harold costruisce un proto-computer che ripete un segnale Morse inserito in precedenza. La sua idea è quella di costruire qualcosa che possa aiutare il padre a ricordare in quanto la sua demenza senile continua a progredire.

### 1976
Le prime informazioni conosciute su Harold Finch, lo elencano come Harold Wren.

### 1979
Harold costruisce una sorta di "fischietto" che permette di telefonare gratuitamente in ogni parte del mondo. Queste attività illegali lo mettono sotto osservazione dell'FBI che sta raccogliendo informazioni in un dossier, pur non conoscendone la vera identità. I problemi del padre proseguono e non vuole essere un peso per il figlio che dovrebbe andare al college, ma Harold lo rassicura parlandogli di una nuova rete che permetterà all'istruzione di venire a lui. Nonostante tutti i suoi sforzi, Harold dovrà portare il padre in un centro di cura per i disturbi di memoria.

### 1980
Harold frequenta il MIT con il cognome "Wren" diplomandosi con il massimo dei voti. Tra i suoi compagni di classe vi sono Nathan Ingram e Arthur Claypool.
Il Dipartimento della Difesa indaga su Harold per aver violato la rete ARPANET, l'accusa è tradimento. Harold torna dal padre per anticipargli la visita di alcune persone del Governo che lo descriveranno come un delinquente, ma di non credergli. Il padre purtroppo non avrà alcuna memoria di lui.

### 1983
Finch e Ingram fondano l'IFT, ma Harold lavora in background.

### 2001
Nathan comunica a Harold degli attentati dell'11 settembre e così entrambi decidono di fare qualcosa per far sì che eventi come questi non si verifichino più in futuro. Dopo l'incidente, il governo americano incarica l'IFT di costruire una macchina che avrebbe potuto prevedere gli attacchi di massa futuri contro gli Stati Uniti, con una copertura di telecamere e l'accesso alle informazioni personali.

### 2002
Finch compie i primi passi e interagisce con la prima versione della macchina il giorno di Capodanno del 2002, chiedendogli se lo può identificare. Quando lui chiede "Chi sono io?" la macchina indica Admin il che rende Finch molto felice.
Il 16 febbraio, Finch esce in strada e parla alla macchina tramite una telecamera di sorveglianza. La macchina lo segnala tramite il suo telefono cellulare e lui gli dice che andranno a giocare a nascondino e racconta di far vibrare il suo cellulare una volta per "sì" e due volte per "no". Chiede alla macchina se capisce, e il suo telefono vibra una volta, rispondendo quindi affermativamente. Va in più zone della città, chiedendo continuamente tramite cellulare alla macchina se lo può vedere, e la macchina continua a far vibrare il suo telefono una volta. Finch entra in un Internet cafè, la macchina continua a vederlo tramite la webcam di un computer portatile e può persino contare quante dita Finch gli mostra facendo vibrare il telefono tre volte, con suo grande stupore.

### 2003
Finch, insegnando alla macchina a giocare a scacchi, le inculca un principio per lui fondamentale: nel mondo reale nessuno è sacrificabile.

### 2004
Finch fornisce una dimostrazione della macchina attraverso un computer portatile nel parco, riuscendo a scoprire ogni informazione delle persone circostanti. La macchina apre il file di Grace Hendricks: Finch non riesce a trovare eventuali anomalie nella sua storia e sospetta che ci sia un bug nella programmazione della macchina.

### 2005
Finch testa la macchina chiedendole di trovare relazioni tra due persone che non si conoscono. Anche questa volta la macchina fornisce il numero di Grace, così Finch ricontrolla il file e ottiene la conferma che è una persona pulita. Finch, però si rende conto che il bug che fornisce il file di Grace è che lei ha un amore spassionato per i libri di Charles Dickens, proprio come lui.

### 2006
Finch trova il coraggio di incontrare Grace: in una mattina d'inverno mentre lei sta dipingendo lui le porge un cono gelato chiedendole se ne vuole uno. I due incominciano una relazione. Durante un incontro in un caffè Grace racconta a Harold di essere stata a Venezia e di aver deciso di diventare un'artista dopo aver visto la "Torre Rossa".
Finch incontra Nathan in un ristorante e il suo partner commenta che lui è in ritardo chiedendo scherzosamente se Finch aveva un appuntamento e poi si rende conto che così è stato. Finch evita di parlarne e Nathan non insiste, spiegando che per una relazione duratura occorre mantenere vivo il mistero. Finch chiede a Nathan della moglie Olivia e Nathan ammette che non la vedeva da tempo e non poteva nemmeno ricordare tutte le bugie che le aveva detto. Dice a Finch che la verità, per quanto si tenti di scappare, prima o poi raggiunge tutti.
Grace è in attesa di Finch in un ristorante, quando un corriere in bici le dà una busta. È mandata da Finch, che la invita ad una caccia al tesoro per il suo compleanno. Continua la ricerca con entusiasmo in tutta la città, seguendo gli indizi in ogni nuova posizione, e, infine, finisce al Guggenheim Museum. Finch è in attesa di Grace all'interno del museo. Lei lo ringrazia per la sorpresa di compleanno, ma lui dice che non è ancora finita: appesa al muro c'è la "Torre Rossa" e Finch le dice che un donatore anonimo lo diede al museo.

### 2007
Finch insegna alla macchina a distinguere tra crimini "rilevanti" e crimini "irrilevanti" che vengono eliminati ogni notte a mezzanotte. Nathan è sconcertato all'idea che Finch abbia istruito la macchina a distinguere i crimini in due tipologie e Finch gli risponde che hanno costruito la macchina per proteggere tutti e non solo qualcuno.

### 2009
La macchina sta per essere consegnata al Governo e Nathan vuole inserire una back-door per avere accesso alla lista degli irrilevanti. Finch gli risponde che una back-door renderebbe la macchina vulnerabile e dice a Nathan di concentrarsi su un altro progetto. Nonostante questo, Nathan impianta una back-door nella macchina.

### 2010
Il giorno 3178 dal funzionamento della macchina (13 settembre 2010), Finch fa la proposta di matrimonio a Grace, nascondendo l'anello dentro il libro Ragione e sentimento di Jane Austen. Lei accetta.
Harold cerca Nathan per dargli la buona notizia, ma lo trova in una biblioteca, dove scopre che ha impiantato una back-door nella macchina e che lavora sui numeri irrilevanti che la macchina invia. Finch cancella la back-door di Ingram: l'operazione si ferma nello stesso momento in cui esce il numero di Ingram.
Due settimane dopo (Day 3190), Harold chiede a Nathan perché non è stato in ufficio o perché non risponde alle sue chiamate. Ingram sostiene di aver lasciato l'IFT, e ha deciso di incontrare un giornalista il giorno dopo per raccontargli della macchina. Harold chiede cosa può fare per evitare questo, e Nathan chiede l'accesso alla lista degli irrilevanti. Rifiutando la sua richiesta, Nathan dice che incontrerà il giornalista, e che anche lui dovrebbe dare la sua versione dei fatti.
Il giorno dopo, Harold si prepara ad incontrare Nathan al terminal dei traghetti. A causa di un'autobomba piazzata da Hersh, Nathan viene ucciso nell'esplosione, e Harold viene gravemente ferito risvegliandosi in un ospedale da campo allestito in una palestra. Harold vede Nathan dichiarato morto, e due funzionari del governo che confermano la sua morte al telefono a una parte ignota. Rendendosi conto che era responsabile, Harold fugge in fretta, evitando la sua fidanzata Grace che non vedendolo lo crede morto.
Nello stesso anno, Finch parla con un terapeuta, chiedendogli del dolore. Finch dice che ha intenzione di fare qualcosa di "radicale" in onore di Ingram, ma il terapeuta non è dello stesso avviso, spiegandogli il tema del senso di colpa del sopravvissuto, un senso di responsabilità per la morte di qualcun altro. Il terapeuta dice a Finch che lui non è Dio, e non può controllare chi vive o muore, quindi non è colpa sua se è morto Ingram, e assicurandogli che il suo senso di colpa passerà. A questo punto Finch chiede se il senso di colpa del sopravvissuto potrà passare anche se ciò che è accaduto è effettivamente colpa sua.
Secondo lui, ha simulato la sua morte per proteggere Grace dalle persone che conoscono la macchina. Finch ha iniziato a guardarla da lontano e, probabilmente, organizzare il lavoro per lei come artista freelance.
Finch ha avuto un intervento chirurgico di fusione spinale a causa del suo infortunio durante questo periodo di tempo a causa dell'esplosione.
Tornando alla biblioteca, Harold rimpianta una back-door nella macchina e scopre il numero di Nathan. Harold decide di continuare quello che Nathan aveva iniziato, cioè di proteggere le persone nella lista degli irrilevanti. Per non destare sospetti, Finch riceve dalla macchina solo il numero di previdenza sociale della persona coinvolta, senza sapere se perpetrerà il crimine o ne sara vittima.
Primo partner di Finch nel fermare il crimine è Rick Dillinger. L'uomo ha un senso dell'umorismo e competenza nel combattimento e tiro. Tuttavia, la loro relazione è piuttosto a disagio, in quanto Finch non gli dice nulla a riguardo della macchina. Il rapporto con Dillinger verrà interrotto durante il salvataggio di Daniel Casey, un hacker ingaggiato dal governo per scoprire falle ed entrare nella macchina. Proprio perché a conoscenza della macchina, Casey viene cercato da due agenti della CIA per essere ucciso. Tra i due agenti vi è John Reese. Dillinger tradirà Finch vendendo il portatile di Casey su cui è presente il codice per entrare nella macchina, modificato da Harold con un virus che avrebbe "liberato" la macchina stessa, a dei cinesi, venendo poi a sua volta ucciso.
Mentre Casey sta tentando di scappare all'estero con una nuova identità viene seguito e raggiunto da Reese. Harold nel tentativo di salvarlo, raggiungerà Casey proprio mentre l'agente lo lascerà scappare perché riconosce i traditori e non crede che lui lo sia e che per questo non meritasse di morire. Allo stesso momento comunicherà alla sua partner di aver eseguito gli ordini.
Finch segue la scena da lontano e stupito dall'atteggiamento di Reese, inizia a considerarlo un potenziale partner.

### 2011
Finch, ancora costretto su una sedia a rotelle, incrocia per la prima volta sul suo percorso John Reese, un ex agente della CIA che la stessa crede morto a Ordos, con legami con una delle vittime "irrilevanti", Jessica Arndt, la sua ex-fidanzata.
Finch aiuta Reese a uscire da una stazione di polizia dove lo stavano interrogando a seguito di una rissa in metropolitana. Finch poi lo ingaggia per spiare ogni possibile vittima o carnefice, e prevenire o salvarli dal prossimo attacco.
Dopo che Reese scopre l'occupazione di Finch alla IFT, Finch si licenzia senza alcun preavviso.
Mentre indaga una persona di interesse, Finch incontra il detective Lionel Fusco, che Reese ha costretto a diventare sua fonte di informazioni all'interno del NYPD. Nel corso del tempo, la fiducia di Harold per Fusco cresce al punto da diventare alleati insieme a Reese.

### 2012
Finch decide di incontrare formalmente la detective Joss Carter per farla familiarizzare con il modo di fermare i crimini che lui e Reese adottano. Harold consiglia a Carter di osservare un uomo che sarebbe stato protagonista di un crimine violento. Carter più tardi riuscirà a fermare l'uomo mentre provava a commettere un omicidio. Finch per telefono le dirà che è quello ciò che lui e Reese fanno.
Mentre aiuta Reese con un numero, Finch viene catturato da Root, che ha pagato l'HR per uccidere se stessa sotto falso nome, Caroline Turing, mettendo la sua vita in pericolo, sapendo che Finch e Reese sarebbero arrivati a salvarla. Root rapisce Finch e lo porta in varie località per cercare di determinare la posizione della macchina, e come accedervi. Egli è poi salvato da Reese, con l'aiuto del detective Carter e la macchina.
A seguito di questo avvenimento, Reese decide di lasciare il cane Bear a Harold in modo che non fosse mai solo. Dopo una iniziale diffidenza, Harold si affezionerà al cane.

### 2013
Finch e Reese ricevono i numeri di Shaw e Cole, due agenti al servizio del Governo che eliminano i terroristi segnalati dalla macchina al Governo stesso. Cole ha scoperto che il Governo ha fatto eliminare un uomo, dipinto come terrorista, pur non essendolo e si sta ponendo quindi alcune domande sul proprio operato. A seguito di questi eventi, il Governo decide di eliminare la coppia. Finch e Reese riusciranno a salvare solo Shaw e questa nel corso del tempo si unirà al gruppo.
Root nel frattempo riceve ordine dalla macchina di rapire Shaw per aiutarla con una "missione" e solo a compimento di questa, Root viene catturata e costretta a restare in un'area della biblioteca da Finch. Proprio quando tutto sembra andare per il meglio Joss Carter viene uccisa dall'unico membro restante dell'HR, Patrick Simmons. Reese diventa molto instabile e cercherà vendetta. Per impedirglielo Harold dovrà chiedere aiuto a Root, in quanto questa sembra avere un rapporto più diretto con la macchina, che non si limita a fornirle numeri, ma le da indicazioni ben precise su persone e luoghi. Reese lascerà comunque la squadra in quanto la macchina non è riuscita a salvare la detective Carter. Proprio durante questi eventi, Harold dovrà aiutare un suo vecchio compagno di università, Arthur Claypool. L'uomo, affetto da tumore al cervello, ha problemi di memoria, viene tenuto sotto stretta sorveglianza dal Governo e minacciato da diverse organizzazioni. Il Governo teme che possa rivelare a qualcuno il progetto su cui lavorava, la Vigilanza vuole queste informazioni, mentre la Decima Technologies è più interessata al codice del progetto su cui Claypool stava lavorando: "Samaritan". Claypool ed altre aziende erano state incaricate dal Governo di costruire ciò che l'IFT fornirono per primi: la macchina. Tutti i progetti sono stati poi bloccati proprio per la consegna da parte dell'IFT della macchina, ma il Samaritan arrivò a compimento praticamente lo stesso giorno in cui il Governo avrebbe dovuto distruggere tutti i progetti concorrenti tra loro. Decima Technologies riuscirà a impossessarsi dei codici di Samaritan.
Mentre Reese per allontanarsi dalla squadra è in procinto di intraprendere un viaggio internazionale, viene incaricato dalla macchina, a sua insaputa, di salvare un aereo diretto a Roma da un attacco terroristico. Con l'aiuto di Harold, riuscirà nell'impresa e deciderà di tornare a far parte del team.

### 2014
Finch riallaccia i rapporti con Reese e tutto sembra riprendere come al solito, ma quasi un mese dopo Finch entra in contatto con una telefonata anonima che sembra essere interessata a lui e lo considera un avversario notevole. Il contatto è lo stesso che aveva interessato una operatrice del 911. Per ora Finch rinvia il tutto, rimandando ad un secondo tempo il problema.
Root torna sulla strada di Harold durante il salvataggio di Cyrus Wells. Wells ha accesso a tutti i piani di un edificio in quanto bidello dello stesso. All'ultimo piano, in una azienda di copertura, è presente un nuovo chip che potrebbe ridare vita al Samaritan. Harold è convinto che la minaccia per Wells sia Root, mentre questa è stata incaricata dalla macchina di impedire il furto del chip da parte di Decima. Con l'aiuto di Reese e Fusco, Cyrus viene salvato, ma il chip cadrà nelle mani di Decima. Da questo momento Finch inizierà a considerare Root come una possibile alleata della macchina e non più come una minaccia.
Nonostante gli sforzi del team la Decima fa attivare Samaritan con l'aiuto del Senatore Ross Garrison, ignaro dei veri obbiettivi di Decima e del suo capo, Greer. Greer usa come pretesto l'attentato della Vigilance, un'organizzazione alfiera delle privacy che ha scoperto l'esistenza della Macchina. Dopo l'attivazione di Samaritan la Macchina da nuove identità a tutti i componenti della squadra, compreso Finch che diventa Harold Whistler, un professore universitario. Finch riesce anche a trovare una nuova base in una vecchia galleria della metropolitana.

### 2015
Dopo il rapimento di Shaw da parte degli agenti di Samaritan a Wall Street, Harold perde le speranze di ritrovarla, a differenza di Root che spera di ritrovare la sua amata. Nel frattempo sempre Finch, insieme a Reese e Fusco, si ritrova ad affrontare una nuova minaccia, la Fratellanza, una giovane organizzazione criminale guidata da Dominic Besson, detto Mini. La Fratellanza riuscirà a catturare sia Reese che Fusco insieme a Elias,mentre Harold e Root si ritrovano a lottare contro Samaritan che ha quasi trovato la Macchina. Grazie all'aiuto di Reese, liberatosi insieme a Fusco dall'edificio dove erano tenuti prigionieri,riescono a comprimere l'IA in una valigetta.

### 2016
Finch e gli altri si ricongiungono con Shaw dopo che lei è riuscita a fuggire dalla prigionia di Samaritan. Finch per sbaglio fa saltare la sua copertura e così gli agenti di Samaritan lo rapiscono, uccidendo anche Elias. 
Grazie al sacrificio di John nell'ultimo episodio della serie Harold si salva e Samaritan è sconfitto. Così Finch va in Italia dove si ricongiunge con Grace.